# Diadegma pini
Diadegma pini är en stekelart som beskrevs av Setsuya Momoi 1973. Diadegma pini ingår i släktet Diadegma och familjen brokparasitsteklar. Inga underarter finns listade i Catalogue of Life.